# Seznam poslancev Narodne skupščine Kraljevine Jugoslavije, izvoljenih v Dravski banovini
Seznam poslancev Narodne skupščine Kraljevine Jugoslavije, izvoljenih v Dravski banovini je krovni seznam, ki zajema sezname po posameznih mandatih:
- Seznam poslancev Narodne skupščine Kraljevine Jugoslavije, izvoljenih v Dravski banovini leta 1931
- Seznam poslancev Narodne skupščine Kraljevine Jugoslavije, izvoljenih v Dravski banovini leta 1935
- Seznam poslancev Narodne skupščine Kraljevine Jugoslavije, izvoljenih v Dravski banovini leta 1938